# Titsch

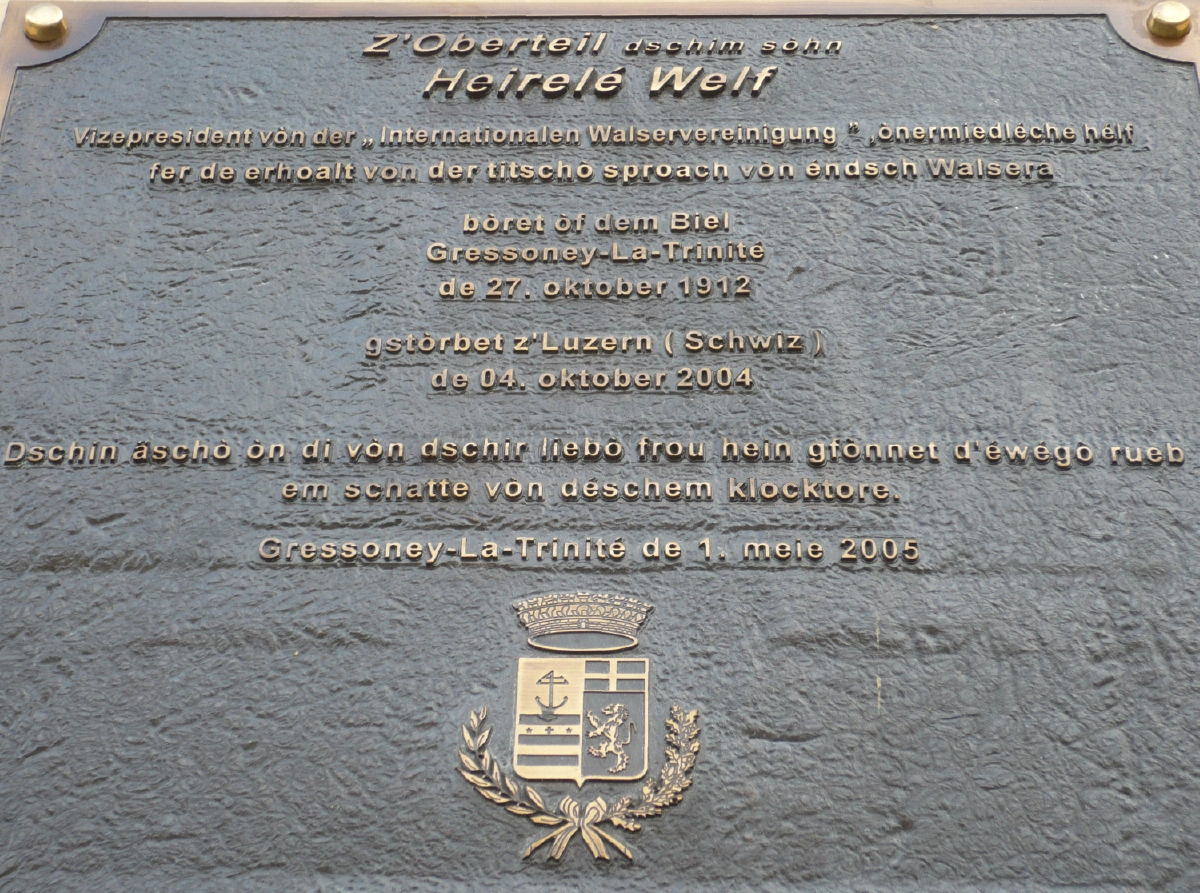
Inscripció en titsch a Gressoney-la-Trinité

El titsch (nom local alternatiu: greschòneytitsch) és un dialecte de la lengua walser parlat en el comú valdostà de Gressoney-Saint-Jean i Gressoney-la-Trinité. Es considera com unavariant molt conservadora del walser, si bé ha rebut sovint influxos literaris alemanys.

## Un romanç del Boccasc
E siägen also dass zu de Zitte des ersten Chenegs von Ciprien, nach der Eroberung des heiligen Lands durch Gottfred von Buglion ging eine edle Frau von Gasconien of die Wolfnart zum heilige Grab. Of'm Heimweg wurde sie in Ciprien von einige Bösewichter schändlich misshandelt. 'N era trostlosem triebsal dachte sie sech dem Cheneg vor z' stelle und em era Beschwerde vorg' truage. Da man aber era g'seit hät dass sie sech vergebens an em wendete, weile er so 's erniedrigendes lebe füre und so niederträchtig seie, dass er, fern andrer Lite Schmach zu räche, mit tadelhafter Feigheit jemögliche Beschimpfunge dulde die man ihm selbst antuet; so dass a jeder sin Unwille dadurch usschütte chan, dem Cheneg alle schand antue z' chonno. Auf das velor d'Frau alle Hoffnung der Rache, un zur Trost eras Chummers sann die, dem Cheneg, sind Elend vor z' Wise. Sie stellte sech also weinend vor en und sage: "Herr, e chemme ni vor dir um Rache z' verlange wegen der erlittenen Schmach, aber dafer erbete ich dech, mech z' lere, wie du jene, die, wie ech höre man dir antiege, duldest, damet ech durch diese Lere erfnare, mine mit Geduld z' vertruage, die ech dir, Gott weis s' wenn s' möglich wäre, giere obergè täte, denn du best so ä guete träger".
Der Cheneg, der bis zu der Zit so lederlich und ful war, als wenn er vom Schluaf erwachte, fangte an die Schmach dieser Frau schuarf z' räche und wurde a strenge Verfolger eines jeden der in der Zukunft eppes gegen d'Ere siner Chrom verübte.
Giovanni Papanti, I parlari italiani in Certaldo, 1875, pàg. 696-697